# 三遊亭彩大
三遊亭 彩大（さんゆうてい さいだい、1971年8月7日 - ）は、落語家。埼玉県さいたま市（旧大宮市）出身。落語協会所属の真打。本名∶三上 尽。

## 来歴
埼玉県立浦和高等学校を経て、1994年に埼玉大学経済学部を卒業した。
2001年3月、三遊亭圓丈に入門。「三遊亭かぬう」となる。2004年11月に春風亭一之輔、林家彦丸、月の家鏡太と共に二ツ目に昇進し、師匠圓丈の前名「三遊亭ぬう生」に改名。
2015年3月21日に三遊亭司、柳家小傳次、四代目桂右女助、柳家海舟、四代目入船亭扇蔵、二代金原亭馬治、二代目金原亭馬玉、三代目柳家さん助、柳家燕弥、三遊亭彩大で真打昇進。彩の国の大宮市出身であることから「三遊亭彩大」と改名。

## 芸歴
- 2001年2月∶三遊亭圓丈に入門、前座名「かぬう」。
- 2004年11月∶二ツ目昇進、「ぬう生」と改名。
- 2015年3月∶真打昇進、「彩大」と改名。

## 出囃子
- ダンス（運動、2004年 - 2020年）
- コンドルは飛んでいく（2020年 - ）

## 出演
- 二つ目物語（2022年、林家しん平監督）- 謎の男１（トイレの男）役